# Nargothrond

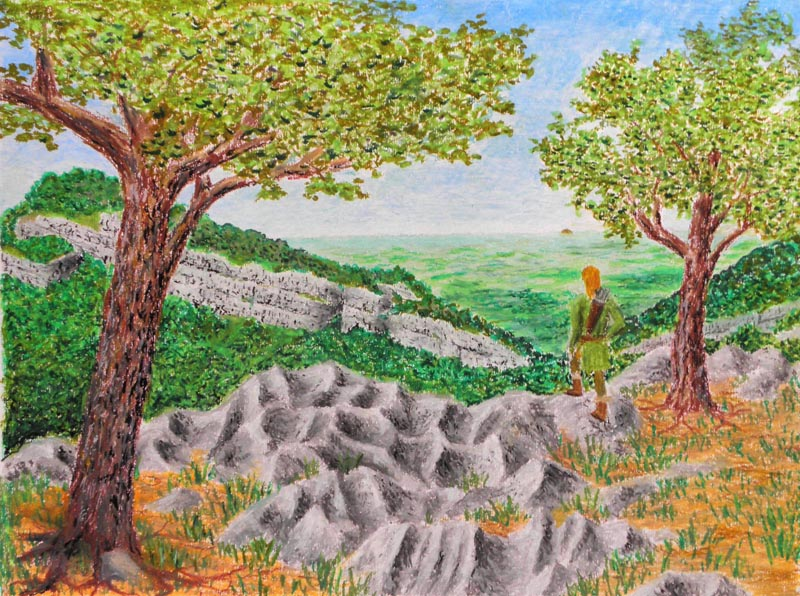
Vysočina Taur-en-Faroth - ilustrace Matěje Čadila

Nargothrond je elfí město objevující se ve fiktivním světě anglického spisovatele J. R. R. Tolkiena. Zakladatelem a vládcem Nargothrondu byl noldorský kníže Finrod Felagund. Stejně jako město se jmenovala i celá říše nacházející se v západním Beleriandu, která se rozprostírala na západ i na východ od řeky Narog až k řekám Teiglin a Nenning. Trpaslíci městu ve svém tajném jazyku říkali Nulukhizdîn.
Město Nargothrond se objevuje v Tolkienových knihách Silmarillion, Nedokončené příběhy a Húrinovy děti.

## Popis
Město Nargothrond, jehož název je překládán jako Velká podzemní pevnost na řece Narog, se nacházelo v jeskyních a síních vyhloubených ve vysočině Taur-en-Faroth. Vchod do skrytého města byl umístěn ve stěně rokle tyčící se nad řekou Narog. Vchod do města býval zprvu skryt, později za dob Túrina byl vystavěn velký kamenný most přes koryto Narogu, který umožňoval nargothrondským vojskům rychle vyrazit z města. Stejně jako Menegroth byl i Nargothrond v době své největší slávy plný bohatství, uměleckých pokladů a mocných zbraní.
Město se stalo centrem Nargothrondské říše, jež byla největší říší elfů v Beleriandu. Na severu byla ohraničena horami Ered Wethrin, na západě tvořila její hranice řeka Nenning a na východě řeka Teiglin. Autoritu pána Nargothrondu uznávali všichni beleriandští elfové žijící na západ od Sirionu kromě Círdanova lidu obývajícího přímořský Falas.

## Dějiny

### Založení města
Zakladatelem Nargothrondu byl Finrod, syn Finarfinův. Ten byl kolem roku 50 prvního věku společně se svou sestrou Galadriel pozván na hostinu doriathského krále Thingola konající se v jeho síních v Menegrothu. Finrod tehdy žasnul nad nádherou a velkolepostí Thingolova sídla a rozhodnul se také vybudovat pro sebe a svůj lid podobné. Thingol mu pověděl o tajném místě ve skalách na řece Narog pod zalesněnými kopci vysočiny Taur-en-Faroth, které bylo dříve obydleno plemenem Drobných trpaslíků.
Krátce poté nechal Finrod za velké pomoci trpaslíků z Ered Luin v tajnosti zbudovat jeskynní město Nargothrond. Po jeho dokončení v roce 52 Prvního Věku trpaslíky štědře odměnil a se svým lidem se z věže Minas Tirith přestěhoval do Nargothrondu. Finarfinův syn byl od té doby trpaslíky nazýván Felagund, čili Hloubitel jeskyní. Vládu nad Minas Thirith předal svému bratrovi Orodrethovi.

### Vláda Finroda Felagunda
Finrod si nadále udržoval dobré vztahy s trpaslíky, kteří mu jako projev náklonnosti věnovali jeden ze svých pokladů, náhrdelník Nauglamír. Nargothrondští elfové pomáhali svým sousedům Sindar z Falasu opevňovat jejich přístavy Brithombar a Eglarest a rovněž postavili na pobřeží věž Barad Nimras.
Po prolomení Obklíčení Angbandu v letech 455 až 456 prvního věku během bitvy náhlého plamene prchli do Nargothrondu Fëanorovi synové Celegorm a Curufin. V bitvě zachránil nargothrondskému králi Finrodovi život Barahir, pán Bëorova domu. Král Nargothrondu se tak stal dlužníkem Bëorova domu a Barahirovi věnoval na znamení věčného přátelství svůj prsten. Dva roky po Dagor Bragollachu obsadil Morgothův pobočník Sauron věž Minas Thirith bránící Sirionský průsmyk. Orodreth se zbytkem přeživších byl tehdy nucen uprchnout do Nargothrondu pod bratrovu ochranu. Sauron ostrov Tol Sirion přeměnil na strašný Tol-in-Gaurhoth čili Ostrov vlkodlaků, odkud nadále hlídal Sirionský průsmyk.
Poté, co do Nargothrondu dorazil Barahirův syn Beren, který přišel žádat Finroda o pomoc na jeho výpravě za silmarilem, postavili se proti králi bratři Celegorm s Curufinem. Podařilo se jim proti králi poštvat většinu jeho lidu a Finrod pouze v doprovodu Berena a deseti nejvěrnějšími opustil kvůli svému slibu Nargothrond.

### Vláda Orodretha
Nargothrond záhy zasáhla zpráva, že král Finrod zemřel v Sauronově vězení na Tol-in-Gaurhothu. To nargothrondskému lidu otevřelo oči a tak byli Celegorm s Curufinem vyhnáni z města a na trůn nastoupil Felagundův bratr Orodreth. Nargothrondské království se v těch časech skrývalo před Nepřítelem a jeho vojáci nevycházeli do otevřeného boje s morgothovými služebníky, ostražitě bránili své hranice a útočili převážně ze zálohy. Do bitvy nespočetných slz v roce 473 tak z Nargothrondských vyrazil pouze nevelký oddíl vedený Gwindorem, který byl v prohrané bitvě zajat.
Dalším mužem, který přišel do Nargothrondu byl Húrinův syn Túrin Turambar. Túrin do města dorazil společně s Gwindorem, kterému se podařilo uprchnout z kobek Temného pána. Mladý muž záhy získal na králově dvoře velký vliv. Po jeho radě se elfové z Nargothrondu přestali skrývat a vyšli otevřeně do boje proti Morgothovým vojskům. Zpočátku se dařilo vítězit a všichni sluhové Temného pána byli ze západního Beleriandu vyhnáni.
Morgoth se však nyní brzy dozvěděl o přesné poloze města, načež k němu vyslal svou armádu pod vedením zlatého draka Glaurunga. V roce 495 bylo vojsko Nargothrondu vedené králem Orodrethem a Túrinem rozprášeno v bitvě u Tumhaladu. V boji padli král Orodreth i Gwindor. Drak a skřeti poté zamířili k samotnému městu. Most, který již dříve nechal Túrin postavit přes řeku Narog, tehdy pomohl nepřátelům, kteří díky němu velice rychle pronikli do nechráněného města. V síních Nargothrondu tehdy došlo k velkému masakru. Téměř všichni obyvatelé buď padli, nebo byli odvlečeni do Morgothova otroctví.
Drak Glaurung nějaký čas využíval vypleněného města jako doupěte. Poté, co byl drak Túrinem zabit, se do zpustlých síní vrátil poslední z Drobných trpaslíků, Mîm. Do opuštěného Nargothrondu si po svém propuštění našel cestu i Morgothův vězeň Húrin. Ten zde zabil trpaslíka Mîma, který zradil jeho syna a ze všech nargothrondských pokladů si vybral a s sebou odnesl pouze náhrdelník Nauglamír. Tento klenot poté věnoval Doriathskému králi Thingolovi. Avšak Nauglamír se později stal příčinou pádu Doriathu. 
Během zkázy, kterou způsobila válka hněvu, se Nargothrond podobně jako většina Beleriandu potopil na mořské dno. Jedním z mála míst západního Beleriandu, které se během zkázy na konci prvního věku nepotopilo, byl ostrov Tol Morwen.